# 아키모토 야스시
아키모토 야스시(秋元康, 1958년 5월 2일~)는 일본의 방송 작가, 작사가, TV·음악 프로듀서, 영화 감독이다. 도쿄도 메구로구에서 태어났으며, 아이돌 그룹 AKB48 그룹(AKB48, SKE48, NMB48, HKT48, NGT48, STU48, JKT48, BNK48, AKB48 Team TP, MNL48, AKB48 Team SH, CGM48, KLP48)과 사카미치 시리즈(노기자카46, 사쿠라자카46, 요시모토자카46, 히나타자카46), 22/7, 라스트 아이돌, 더 코인 록커즈, 청춘고교 3학년 C반, 보쿠가 미타캇타 아오조라, WHITE SCORPION, SHOW-WA, MATSURI, Rain Tree의 종합 프로듀서를 맡고 있다.
작사를 담당한 가수로는 AKB48, 알피, 이마이 미키, Wink, EXILE, 오냥코클럽, 체킷코, 카하라 토모미, 킨키키즈, 코이즈미 교코, TOKIO, 토모사카 리에, 톤네루즈, 나카시마 미카, V6, 혼다 미나코, 미소라 히바리, 야엔, 와다 아키코 등이 있다.

## 인물
1988년, 오냥코클럽의 구성원이었던 타카이 마미코와 결혼했다.

## 사건

### 방탄소년단과 협업 취소
- 방탄소년단은 아키모토 야스시와 협업으로 Bird라는 곡을 발표하려 하였으나 협업 발표 며칠뒤 취소하였다.[1]

## 영화
- 《착신아리》(2004년) 원작
- 《착신아리 2》(2005년) 원작
- 《착신아리 파이널》(2006년) 원작
- 《전염가》(2007년) 원작·기획
- 《코끼리의 등》(2007년) 원작
- 《AKB48: 끝나지 않을 이야기》(2011년) 기획
- 《만약 고교야구의 여자 매니저가 드러커의 《매니지먼트》를 읽는다면》(2011년) 종합 프로듀스

## 저서
- 어떤 것을 선택해야 행복할까 (1998년) ISBN 978-89-7221-178-5
- 10대여 마음가는 대로 해라 (2001년) ISBN 978-89-7919-263-6
- 나에게 딱 좋은 남자 (2002년) ISBN 978-89-8457-132-7
- 너는 10대 네 삶의 지도를 그려라 (2008년) ISBN 978-89-7919-805-8
- 코끼리의 등 (2008년, 산케이 신문에 연재했던 소설로, 영화와 애니메이션으로도 만들어졌다.) ISBN 978-89-5660-263-9
위 목록은 모두 한국에 번역된 책들이며, 발매일은 한국에 발매된 연도이다.

## 만화
- 리리카 SOS(1995년)

## 담당 방송
현재
- 《톤네루즈의 여러분 덕분입니다》(구성)
- 《AKBINGO!》(기획 협력)
- 《주간AKB》(기획)
- 《오샤레이즘》
- 《PRODUCE 48》(제작)

과거
- 우타방(구성)

## 같이 보기
- AKB48
- 노기자카46
- AKB48 그룹
- 사카미치 시리즈
- 리리카 SOS